# Невский проспект (картина)
«Невский проспект» — картина ленинградского живописца, Заслуженного художника Российской Федерации Савинова Глеба Александровича (1915—2000), на которой изображена жизнь главной улицы Ленинграда летним днём середины 1980-х годов.

## История
Написанная в 1984 г., картина «Невский проспект» продолжила лирическую серию произведений художника, посвящённых Ленинграду и начатую тридцать лет назад такими знаковыми для его творчества работами, как «На Университетской набережной» (1957), «На улице» (1957), «Нарвские ворота» (1959). Савинова-живописца всегда привлекало не бытописание как таковое, а проблемы изображения людей и предметов в среде, дающей целостную смысловую, колористическую и эмоциональную окраску всей композиции картины[нужна атрибуция мнения].
Невский проспект во все времена был чутким барометром состояния общества[нужна атрибуция мнения].
Созданный образ достоверно и чуть иронично передаёт атмосферу нетерпения и оживлённой толчеи[нужна атрибуция мнения], характерной не только для этой части Невского проспекта перед выездом на Дворцовую площадь, но и для эпохи середины 1980-х в целом.
В изданной в 1988 году в Ленинграде монографии, посвящённой творчеству Г. А. Савинова, её автор искусствовед Н. Г. Леонова выделяет картину «Невский проспект» в числе новых произведений художника, в которых он продолжает развивать лучшие свойства своей живописи. В 1991 году картина «Невский проспект» была показана на персональной выставке произведений Г. А. Савинова в залах Ленинградского отделения Союза художников РСФСР. В 1997 году картина экспонировалась в Музее Н. А. Некрасова на выставке «Памяти учителя», посвящённой творчеству ленинградских художников — воспитанников мастерской А. А. Осмёркина.